# 岩坡玉凤花
岩坡玉凤花（学名：Habenaria minor）为兰科玉凤花属下的一个种。其种加词“minor”意为“较小的”。
现接受名为岩坡玉凤花（Peristylus iyoensis Ohwi, 1936）。